# 5,6-双氢-5(α-胸腺嘧啶基)胸腺嘧啶
5,6-双氢-5(α-胸腺嘧啶基)胸腺嘧啶是细菌内孢子里的DNA暴露于紫外线时产生的嘧啶二聚体。它会扭曲DNA的结构，因此细菌内孢子中都会有修复这种损害的孢子光产物裂解酶（SPL）。
5,6-双氢-5(α-胸腺嘧啶基)胸腺嘧啶在实验室中可通过5-羟甲基尿嘧啶、6-氨基胸腺嘧啶、三氟乙酸酐的三氟乙酸溶液反应，再用氰基硼氢化钠还原而成。